# Maurice Duruflé

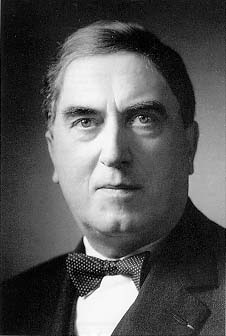
Maurice Duruflé, c.1962

Maurice Duruflé, fransk organist och kompositör, född 11 januari 1902 i Louviers, död 11 juni 1986 i Paris.
Duruflé började sina musikstudier i Rouen. Som korist vid katedralen från 1912 till 1918 studerade han piano, orgel och teori för Jules Haelling, katedralens organist och tidigare elev till Alexandre Guilmant.
1919 uppmuntrade Haelling den unge Duruflé att åka till Paris för att slutföra sin utbildning. Duruflé studerade då först för Charles Tournemire och senare för Louis Vierne, två av sin tids mest framstående franska organister. Efter ett år i Paris kom Duruflé in på konservatoriet och studerade orgel för Eugène Gigout, harmonilära för Jean Gallon, kontrapunkt och fuga för Georges Cassaude och komposition för Paul Dukas.
Duruflés exceptionella talang och förmåga som organist gav honom flera fina utmärkelser vid konservatoriet, bl.a. Premier accessit 1921 och Premier Prix 1922.
1929 vann Duruflé Amis de l'Orgue:s pris i både interpretation och improvisation och året därpå vann han samma pris i komposition för verket Prélude, Adagio et Choral varié du Veni Creator, op.4.
1930 blev han organist i Saint-Étienne-du-Mont, Paris. Från och med 1953 delade han tjänsten med sin hustru, Marie-Madeleine Duruflé-Chevalier.
1943 efterträdde han R. Pech som professor i harmonilära vid Pariskonservatoriet, där han stannade till 1969.
Duruflé gjorde sig snabbt ett namn som virtuos och det var ingen tillfällighet att till exempel Francis Poulenc konsulterade honom innan Poulenc skrev sin orgelkonsert, som dessutom Duruflé uruppförde 1939. 
En trafikolycka 1975 satte punkt för Duruflés aktiva karriär som organist. Han dog den 11 juni 1986.
Duruflés produktion som kompositör för orgel var inte stor, men central för instrumentet. Hans mest kända verk är dock hans Requiem, op.9 för kör, orgel och två solister.

## Verkförteckning
- Scherzo pour orgue, op.2
- Prélude, Récitatif et Variations, op.3 (för flöjt, altviolin och piano)
- Prélude, adagio et choral varié sur le "Veni Creator", op.4
- Suite pour orgue, op.5 (tillägnad Paul Dukas)
- Trois Danses, op.6 (för orkester)
- Prélude et fugue sur le nom d'A.L.A.I.N, op.7 (tillägnad Jehan Alain)
- Andante et Scherzo, op.8 (för orkester)
- Requiem, op.9
- Quatre motets sur des thèmes grégoriens, op.10
  - I. Ubi Caritas (4 voix mixtes)
  - II. Tota Pulchra es (3 voix de femmes)
  - III. Tu es Petrus (4 voix mixtes)
  - IV. Tantum ergo (4 voix mixtes)
- Messe "Cum Jubilo", op.11 (för barytonkör, barytonsolo, orgel och orkester)
- Prélude sur l'introït de l'Épiphanie op.13
- Notre Père, op.14 (för 4-stämmig blandad kör a cappella)